# Đen (rapper)
Nguyễn Đức Cường (sinh ngày 13 tháng 5 năm 1989), thường được biết đến với nghệ danh Đen hay Đen Vâu, là một nam rapper, nhạc sĩ và người dẫn chương trình người Việt Nam. Đen Vâu là "một trong số ít nghệ sĩ thành công từ làn sóng underground và âm nhạc indie" của Việt Nam. Anh sở hữu những bài hát đạt hàng triệu lượt xem trên YouTube và là chủ nhân của một số giải thưởng âm nhạc.

## Tiểu sử
Đen Vâu trải lòng về khoảng thời gian đầy khó khăn khi chọn nghề công nhân vệ sinh, báo Thanh Niên.
Đen Vâu tên thật là Nguyễn Đức Cường, sinh năm 1989 tại Đồng Nai. Nguyễn Đức Cường có cha người Hưng Yên, mẹ người Hải Dương. Trước đây, trong một cuộc phỏng vấn của Billboard Việt Nam, Đen Vâu tiết lộ quê gốc của anh là ở Phần Hà, Bắc Sơn, Ân Thi, Hưng Yên. Từ thời cấp 3, Đen Vâu đã biết đến rap một cách tình cờ. Anh thường viết những bài rap trong những quyển vở và tập hát cũng như tham gia rap trong các tiết mục ở trường học. Sau khi hoàn thành chương trình phổ thông trung học, do hoàn cảnh kinh tế khó khăn, anh phải nghỉ học.
Anh đi làm công việc nhân viên ban quản lý Vịnh Hạ Long ở tỉnh Quảng Ninh trong 7 năm. Xen lẫn trong khoảng thời gian này, anh xin nghỉ việc không lương để hỗ trợ em trai mở quán cà phê để kiếm sống. Quán cà phê này làm ăn thua lỗ, anh đi làm để bù đắp chi phí duy trì và quán chính thức đóng cửa vào năm 2016. Sau khi trả được nợ, anh viết ca khúc "Ngày lang thang" - một dấu mốc về suy nghĩ tích cực của mình. Nói về nghệ danh Đen Vâu, anh cho biết: "Hồi bé một chị hàng xóm thấy tôi đen nên gọi là Đen. Đến khi chơi nhạc, mọi người lại gọi là Đen Vâu nên tôi lấy luôn. Tên xấu cho dễ nuôi".
Trong một hành trình đi xuyên Việt cùng bạn bè, Đức Cường hát cho mọi người nghe. Bất ngờ, anh được mời hát ở Huế và là lần đầu tiên anh trình diễn trên sân khấu chuyên nghiệp và nhận mức 4 triệu đồng. Đen kể rằng đây là bước ngoặt lớn của cuộc đời mình.

## Sự nghiệp

### 2011-2017: Khởi đầu, nổi tiếng vớiĐưa nhau đi trốnvàKobukovu
Năm 2011, Đen & Võ Việt Phương viết ca khúc "Cây bàng" tham gia Bài hát Việt 2011, bài hát sau đó nhận giải Bài hát ấn tượng của tháng 8, và nhận giải bài hát được yêu thích nhất do khán giả bình chọn tại đêm chung kết.
Đen Vâu tiết lộ bài hát Đưa nhau đi trốn đã giúp anh quyết tâm theo đuổi đam mê âm nhạc, trong cuộc phỏng vấn với VTV News.
Năm 2014, Đen viết ca khúc "Đưa nhau đi trốn" và gửi cho Linh Cáo, một người bạn ở Huế quen trên diễn đàn. Cả hai thu âm bài hát này ở hai địa điểm tách biệt: Đen ở Quảng Ninh còn Linh Cáo tại Huế. Sau đó, bài hát được chia sẻ lên mạng và trở thành hit, Đen Vâu từ đó cũng được mọi người yêu thích. Ca khúc Đưa nhau đi trốn của anh nhận giải ca khúc rap/hiphop được yêu thích nhất của Zing Music Awards 2015.
Vào tháng 5 năm 2016, Đen cùng một số người bạn đi xuyên Việt từ Hà Nội bằng xe máy. Trên đường đi, anh đến 6 địa điểm để hát miễn phí cho mọi người. Đề cập đến chuyện này, anh cho biết chỉ thông báo trên trang cá nhân và mục đích để tìm hiểu sự ủng hộ của mọi người dành cho mình. Sau chuyến đi 2 tuần thì anh được mời đi hát và quyết định hát thử.
Đen Vâu tham gia hai trong số 15 bài hát phim Mùa viết tình ca là "Mày đang kiếm cái gì" và "Ngày khác lạ" (cùng Giang Phạm và Triple D). Ca từ và giai điệu của hai bài hát kể trên khác biệt, mang màu sắc thực tế và trần trụi, tuy vậy lại hòa quyện với mạch phim. Đen ra mắt đĩa mở rộng đầu tay Kobukovu vào tháng 8 năm 2016. Đen tiếp tục ra mắt 2 bài hát Đi theo bóng mặt trời và Ta cứ đi cùng nhau vào năm 2017.

### 2018-2019:Anh đếch cần gì nhiều ngoài em, Đố em biết anh đang nghĩ gì, Hai triệu năm& liveshowShow của Đenđầu tiên
Đen Vâu nói về phong cách âm nhạc của bản thân, báo Thanh Niên.
Tháng 11 năm 2018, Đen phát hành ca khúc "Anh đếch cần gì nhiều ngoài em". Ca khúc này gây ấn tượng với giới trẻ nhờ tựa đề lạ tai, giọng của Đen và Vũ trong ca khúc cũng là điểm nhấn. Sau nửa ngày, ca khúc trở thành hiện tượng mạng xã hội và lọt vào Top Trending YouTube. Những số liệu trên là ấn tượng với một sản phẩm âm nhạc underground. Bài hát giúp Đen nhận giải Ca khúc Rap/Hiphop/R&B tại giải Keeng Young Awards 2018, cũng như giải Sản phẩm Underground được yêu thích và bản thân nhận thêm giải Ca sĩ có hoạt động đột phá tại We Choice Awards 2018.
Đen Vâu tham gia buổi diễn Music acoustic của Đen Vâu với các buổi diễn khác như See Sing Share của Hà Anh Tuấn, Lam Trường 9pm live, Hợp âm gió của Mỹ Linh. Hiện nay, anh có lượng fan hâm mộ có thể so sánh ngang với các ngôi sao hạng A và nhiều ca sĩ dòng nhạc đại chúng.
Trong năm 2018 Đen còn ra các ca khúc khác như "Ngày khác lạ", "Đừng gọi anh là idol", "Đố em biết anh đang nghĩ gì" (cùng JustaTee).
Đầu năm 2019, anh ra mắt ca khúc "Mười năm", kỷ niệm hành trình theo đuổi việc rap tròn 10 năm. Video âm nhạc ca nhạc được đánh giá có phong cách giản dị, mang hình ảnh và cả âm nhạc nói về chặng đường 10 năm của Đen với rap, đan xen những cảm xúc như tình bạn, vui buồn và những lời khen, chê bai. Kết bài hát, Đen sử dụng chủ ngữ "tao", mang hàm ý thách thức. "Mười năm" là bài hát hợp tác sáng tác của Đen và Lynk Lee. Nội dung chính yếu nói về trải nghiệm của một người nhiều thăng trầm, tình bạn và những hoài niệm. Bài hát cũng được lựa chọn làm nhạc phim Rừng thế mạng ra mắt năm 2021. Zing News cho rằng Đen không nhất thiết dùng từ "tao" trong ca khúc kỷ niệm 10 năm vì có phần sân si, và thách thức không đáng có. Bài báo cũng cho rằng cách sử dụng từ này cũng hơi gượng, tương tự như tiếng lóng trong bài hát "Anh đếch cần gì nhiều ngoài em". Cùng tham gia hát trong MV "Mười năm" còn có Ngọc Linh, được nhận định mang chất giọng ngọt ngào kìm hãm sự nổi loạn, khiêu khích của Đen Vâu. Trong bài viết trên tờ báo điện tử này nhận định "Bài hát mang tính truyền thống sáng tác của Đen Vâu, tuy vậy tạo ấn tượng vì cách gieo vần, so sánh và sử dụng các tên riêng cũng tạo ấn tượng nhất định,".
Tháng 5 năm 2019, Đen Vâu ra mắt ca khúc "Bài này chill phết", song ca cùng Min. Nói về khung cảnh sáng tác, anh cho biết sáng tác từ trước đó nửa năm, khi gặp lại những người bạn xa cách lâu năm và suy ngẫm về con đường âm nhạc của mình. Ca khúc gồm 3 phần, miêu tả 3 cảm xúc và tâm trạng khác nhau, điều này khiến Đen gặp khó khăn trong việc chọn tên cho bài hát, nên quyết định chọn tên "Bài này chill phết" với mục đích tạo cảm giác thoải mái, bay bổng cho người nghe.
Ngày 19 tháng 6 năm 2019, Đen Vâu phát hành ca khúc "Hai triệu năm". MV ca nhạc này được anh và các nhân viên công ty trong một lần đi chơi, bài hát được viết và việc mời nữ ca sĩ Biên tham gia cũng là ngẫu hứng. Tuy vậy video vẫn được quay với các thiết bị chuyên nghiệp. Trong quá trình quay video, Đen ngâm mình dưới nước trong thời gian 5 giờ đồng hồ. Hình ảnh của nam ca sĩ trong MV ca nhạc khiến nhiều người hâm mộ chỉnh sửa các bức ảnh nhằm so sánh Đen với quái vật hồ Loch Ness. Video ca khúc "Hai triệu năm" được nhận định đơn giản nhưng tạo sự ấn tượng, với khung cảnh nam ca sĩ ngâm mình dưới nước biển trong hai trạng thái biển lặng và mưa rơi. Lời nhạc có cách gieo vần độc đáo, ngẫu hứng, sáng tạo nên dễ tạo thành hiện tượng trên không gian mạng xã hội. Bài hát cũng liệt kê một số danh nhân thế giới. Giọng hát của nữ ca sĩ Biên trở thành nét khác biệt trong ca khúc.  Đen Vâu nhận giải Ca sĩ truyền cảm hứng tại We Choice Awards & giải Hình ảnh đột phá của năm tại ELLE Style Awards 2019.
Ngày 21 tháng 10 năm 2019, Đen Vâu trở lại Vpop với 2 sản phẩm âm nhạc "Lối nhỏ" và "Cảm ơn". Đây là ca khúc mà Đen Vâu dành tặng người hâm mộ trước thềm liveshow Show của Đen diễn ra ngày 9 tháng 11 tại Nhà Thi đấu Quân khu 7. Đêm nhạc kỷ niệm 10 năm làm nghề của Đen thu hút 5000 khán giả theo dõi.

### 2020-2021:Một triệu Like,Trời hôm nay nhiều mây cực!, Đi Về Nhà, Trốn Tìm&Mang tiền về cho mẹ
Đen Vâu khởi đầu năm 2020 với Một triệu Like, đây là cái tên do Đen đặt nhằm kỉ niệm dấu mốc trong sự nghiệp ca hát của mình. Ngoài ra, Một triệu Like cũng là sản phẩm tiếp theo đánh dấu sự kết hợp của Đen Vâu với 2 người bạn của mình: đạo diễn Thành Đồng và producer MADIHU.
Ngày 12 tháng 8 năm 2020, Đen Vâu ra mắt ca khúc Trời hôm nay nhiều mây cực!, Đen Vâu ngồi trực thăng, hát về khát khao được hòa mình với thiên nhiên trong bài hát. Đen Vâu sáng tác ca khúc trong quãng thời gian tránh dịch tại Hạ Long. Thời gian qua, anh cho biết bế tắc suốt trong việc tìm đề tài cho ca khúc mới vì sợ bản thân đi vào lối mòn. Nhiều đồng nghiệp khuyên anh viết thoải mái hơn thay vì tự tạo sức ép. Một lần, anh nhìn lên bầu trời, bắt gặp những đám mây và có ý tưởng.
Ngày 18 tháng 12 năm 2020, Đen Vâu đã trở lại với ca khúc "Đi về nhà" (kết hợp với JustaTee). MV của bộ đôi Đen Vâu và JustaTee không chỉ mang thông điệp cực 'thấm' với những người con xa quê, mà còn gợi nhắc về hình ảnh của người bạn đồng hành, chuyên chở hạnh phúc cho người trẻ trên mọi nẻo đường. Bài hát này giúp Đen với JustaTee nhận giải MV của năm tại Giải thưởng Cống hiến 2021.
Vào ngày 26 tháng 3 năm 2021, Đen cùng Binz cho ra mắt ca khúc "Cho mình em". Được biết bài hát ngẫu hứng này được Đen và Binz viết và hoàn thành 15 giờ liên tục tại studio của Binz. Rất nhanh chóng MV đạt top 1 trending Youtube sau khoảng 9h ra mắt. Sản phẩm với sự kết hợp độc đáo này được yêu thích bởi sự mộc mạc và đầy tính tự sự, cùng với đó là sự kết hợp của 2 rapper hàng đầu hiện nay.
Ngày 13 tháng 5 năm 2021, đúng vào dịp sinh nhật thứ 32 của mình, Đen trở lại với ca khúc Trốn Tìm với sự góp giọng của ban nhạc MTV, chỉ sau một thời gian ra mắt ca khúc đã nằm trong Top 1 Trending Youtube và giữ vị trí trong một thời gian dài. Anh phát hành  ca khúc Mang tiền về cho mẹ vào cuối năm 2021, kết hợp với ca sĩ Nguyên Thảo. Với nội dung bình dị về tình mẫu tử, MV đạt Top 1 Trending You Tube, biến anh trở thành rapper Việt duy nhất có nhiều sản phẩm âm nhạc đạt thành tích này. Thời gian chuẩn bị cho bản rap này là bốn năm. Đen cho biết các công việc trong MV anh đã đều từng trải qua nên đem lại nhiều cảm xúc chân thật. Hầu hết các hình ảnh trong video âm nhạc này được quay tại Quảng Nam và Đà Nẵng. Bản rap sau đó được Nghệ sĩ Nhân dân Bạch Tuyết cover theo hình thức vọng cổ. Tại giải Làn sóng Xanh 2021, ca khúc Trốn tìm giành giải Ca khúc của năm và MV của năm, còn Đi về nhà của Đen cũng đã giành thêm 2 giải là Sự kết hợp xuất sắc (Cùng với Justa Tee- Hứa Kim Tuyền - Xuân Ty) và giải Ca khúc được yêu thích trên radio, cả 2 bài Đi về nhà (#2) & Trốn tìm (#3) còn nhận giải Top 10 ca khúc được yêu thích. Riêng Đen cũng đoạt giải Nam ca sỹ của năm.

### 2022-nay:Gieo quẻ, Đi Trong Mùa Hè,album đầu tayDongvui harmony& liveshow Show của Đen thứ 2
Sang năm 2022, Đen cùng Hoàng Thùy Linh hợp tác trong bài hát "Gieo quẻ", anh góp mặt trong MV với vai chủ gánh rau 0 đồng. Đen cùng ca sĩ Tùng Dương, Hồ Ngọc Hà, Văn Mai Hương, Issac thể hiện bài hát chính thức của SEA Games 31 "Hãy tỏa sáng" (Let's Shine) do nhạc sĩ Huy Tuấn soạn nhạc và anh tham gia viết lời.
Tối ngày 9 tháng 5 năm 2022, Đen cùng Nhạc sĩ Trần Tiến cho ra mắt MV "Đi Trong Mùa Hè". Nội dung của bài hát mới này là để cổ động cho các đội tuyển bóng đá quốc gia của Việt Nam. Ca từ của bài nhạc gợi nên một không khí sôi động của các đợt "đi bão" cho người nghe, cũng như sự náo nhiệt khi cổ vũ đội nhà của người dân Việt Nam. Trong MV còn có sự góp mặt của 3 cầu thủ nổi tiếng của bóng đá Việt Nam là Quế Ngọc Hải, Đoàn Văn Hậu và Đỗ Duy Mạnh. Dự án mới này của Đen và Nhạc sĩ Trần Tiến còn có sự hỗ trợ lớn từ Liên đoàn bóng đá Việt Nam. Dù gặp nhiều tranh cãi, Đi Trong Mùa Hè vẫn đạt Top 1 trending YouTube chỉ sau một ngày phát hành. Ngày 11 tháng 6 năm 2022, Đen Vâu phát hành bản rap Ai muốn nghe không. Bản rap thuộc dự án cá nhân của anh mang tên Lộn Xộn và là bản rap thứ 5 trong series này. Bản rap thể hiện cảm xúc của Đen trong khoảng thời gian sau khi phát hành bản rap Đi trong mùa hè. Ngày 12 tháng 9 năm 2022, Đen Vâu phát hành Diễn viên tồi, được thực hiện theo concept của một sân khấu live (live session) - nơi Đen là nghệ sĩ đứng rap cùng ban nhạc, kết hợp với giọng ca của Thành Bùi và nhóm bè Cadillac. Bên cạnh tạo hình tóc dài và trang phục mang màu sắc hoài niệm của Đen, MV "Diễn viên tồi" còn gây ấn tượng bởi thông điệp ý nghĩa về tình yêu bằng hình ảnh những bức tranh tiếp nối nhau.
Anh ra mắt album thu live đầu tay Dongvui harmony vào tháng 11 cùng năm. Video dài 40 phút, được ghi hình trong nhà hát, gồm 8 bản hit của Đen Vâu, từ những bài cũ như Mơ, Anh đếch cần gì nhiều ngoài em, Bài này chill phết đến những ca khúc gần đây: Mang tiền về cho mẹ, Ai muốn nghe không. Sau khi ra mắt tối 9/11, album lọt vào top thịnh hành trên YouTube với gần 500 nghìn lượt truy cập. Anh là khách mới trong Cuộc hẹn cuối tuần mùa 2 và đã dành toàn bộ cát – xê làm từ thiện cho các trẻ em 'Cặp lá yêu thương'.

Sang năm 2023, Đen cùng Cheng ra mắt Luôn yêu đời. Dù không quá đột phá, Đen Vâu vẫn cho thấy sự thay đổi trong sản phẩm mới. Sáng tác gửi gắm thông điệp tích cực, MV mang màu sắc vừa vui vẻ vừa hoài niệm, giai điệu cũng có nhiều biến chuyển giúp người nghe không cảm thấy nhàm chán. Hơn nữa, rapper còn mạnh dạn hợp tác với Cheng - vốn là một giọng ca còn khá mới trên thị trường. Đen Vâu thông báo vào tháng 4 năm 2023 rằng sẽ tổ chức liveshow Show của Đen diễn ra ngày 27 tháng 5 tại Hà Nội.
Đen Vâu phát biểu khi nhận giải thưởng Nghệ sĩ vì cộng đồng năm 2023 tại lễ trao giải Mai Vàng lần thứ 29, báo Người Lao Động.
Ngày 13 tháng 5 năm 2023, Đen Vâu phát hành bài hát Nấu ăn cho em, anh dành tặng doanh thu từ bài hát này để xây trường và giúp đỡ các em. Hình ảnh và lời ca trong sáng tác này đều hướng đến hành trình đặc biệt của Đen và những người bạn lên thăm các em nhỏ tại điểm Trường phổ thông dân tộc bán trú tiểu học và trung học cơ sở Sá Tổng (huyện Mường Chà, tỉnh Điện Biên). Anh cho biết đã dùng doanh thu đợt mới của "Nấu ăn cho em" làm 4 phòng tin học cho trẻ em nghèo, và đã công khai số doanh thu ca khúc thu về tính từ 1/10/2023 đến 31/1/2024 là hơn 369 triệu đồng. Doanh thu này bao gồm doanh thu từ video và doanh thu từ audio, anh cũng tiết lộ đã cho vào hoạt động 2 phòng tin học  ở điểm trường Sá Tổng - Điện Biên, và điểm trường Tương Dương - Nghệ An. Liveshow thứ 2 trong sự nghiệp của Đen Vâu tại Hà Nội thu hút hơn 10.000 khán giả, gấp đôi lượng người xem tới Show của Đen 4 năm trước ở TP. HCM. Đen trở lại với 'Miền đất hứa' cùng Hoàng Thùy Linh  vào ngày 27 tháng 11, đây là sản phẩm tiếp theo của cả 2 sau MV Gieo quẻ ra mắt vào năm 2022.
Đen Vâu phát biểu khi nhận cú đúp giải thưởng Nam ca sĩ của năm và Music Video của năm tại lễ trao giải Cống hiến lần thứ 18, báo VTV.
Đen là 1 trong 10 cá nhân đoạt giải thưởng Tình nguyện quốc gia năm 2023 do Trung ương Đoàn Thanh niên Cộng sản Hồ Chí Minh công bố. Trước đó, Đen đã tài trợ 690 triệu đồng xây dựng 2 điểm trường ở tỉnh Sơn La và tỉnh Điện Biên, "Nuôi Em" với hơn 160 triệu đồng nuôi 30 học sinh trong 4 năm. Bằng những sản phẩm âm nhạc của mình, anh đã lan tỏa và kêu gọi sự ủng hộ của cộng đồng từ YouTube cho bài hát Nấu ăn cho em, tài trợ hơn 1 tỉ đồng xây dựng hai điểm trường tại tỉnh Lai Châu và tỉnh Cao Bằng và Chuyến xe mùa xuân - Tết sum vầy 2024 của Trung tâm Hỗ trợ học sinh, sinh viên TP.HCM, để hỗ trợ xe đưa 2.000 bạn có hoàn cảnh khó khăn về quê đón Tết. Anh cũng được ban tổ chức giải Mai Vàng lần thứ 29 trao 2 giải thưởng Nghệ sĩ vì cộng đồng năm 2023 & Nam ca sĩ/rapper vì những đóng góp tích cực của nam rapper qua các dự án thiện nguyện, có sức lan tỏa rộng. Anh được gọi tên ở Lễ vinh danh gương mặt nghệ sĩ tiêu biểu của Bộ Văn hóa, Thể thao và Du lịch cho hạng mục Nghệ sĩ vì cộng đồng của năm 2023 với bài hát Nấu ăn cho em.
Vào ngày 4 tháng 3 năm 2024, Đen Vâu cho ra mắt sản phẩm âm nhạc mang tên Nhạc của rừng kết hợp cùng Hiền VK (tên thật Nguyễn Thu Hiền) - cô giáo thanh nhạc và là thành viên của nhóm bè VK, nhằm cổ vũ mọi người tích cực trồng rừng, góp sức bảo vệ thiên nhiên và dành sự quan tâm cho các vấn đề về môi trường. Đen Vâu đã lọt vào danh sách 10 gương mặt trẻ Việt Nam tiêu biểu năm 2023 do Trung ương Đoàn TNCSHCM công bố. Đen tiếp tục nhận liên tiếp 2 giải thưởng Music video của năm cho bài hát Nấu ăn cho em và Nam ca sĩ của năm tại lễ trao giải Cống hiến 2024. Tối 25/6, anh phát hành ca khúc mới mang tên Friendship. Ca khúc mang chủ đề tình bạn, có sự góp giọng của dàn đồng ca là những người bạn của nam nghệ sĩ. Qua bài hát mới, Đen Vâu muốn truyền tải thông điệp tích cực về sức mạnh của tình bạn.. Vào tháng 12, Đen Vâu phát hành ca khúc mới Triệu điều nhỏ xíu xiêu lòng kết hợp với Kim Long, khiến nhiều khán giả xúc động về thông điệp tích cực, hướng tới những điều bình dị trong cuộc sống.
Đầu năm 2025, Đen Vâu ra mắt bài hát Vị nhà, là sản phẩm âm nhạc đánh dấu sự trở lại của Đen sau 3 năm vắng bóng ở dòng nhạc Tết, "Vị nhà" chạm đến trái tim khán giả nhờ ca từ giản dị, sâu sắc cùng giai điệu kết hợp giữa truyền thống và hiện đại.

## Tranh cãi

### Về các bài hát
Báo Người Lao Động đánh giá bài hát "Anh đếch cần gì nhiều ngoài em" có "những ngôn từ có phần suồng sã, thoải mái mà giới trẻ hay sử dụng trong cuộc sống đời thường được lồng ghép một cách khéo léo vào âm nhạc". Trong bài viết Câu view từ tên bài hát trên báo Người Lao Động, đánh giá từ "đếch" là từ mang tính đường phố, hàm ý tiêu cực, không phù hợp đặt trong tác phẩm nghệ thuật, nhất là tiêu đề vì gây phản cảm.  Báo Thanh Niên nhận định tên bài hát như 'đổ thêm dầu vào lửa' giữa thời điểm nhiều nhạc sĩ lên tiếng phản ứng dữ dội về trào lưu dung tục hóa ca từ của một số người viết trẻ.

Trước những phản ứng từ khán giả, Đen cho biết, ca khúc đã kìm nén cảm xúc cá nhân, và cho biết thấy cách ăn nói của nhiều người xưa, trong phim ảnh, từ này được dùng phổ biến với mục đích tạo một câu nói 'bùi' hơn, thể hiện sự nhà quê,... đồng thời cũng bày tỏ sự ngạc nhiên của mình khi gặp chỉ trích rằng anh vô trách nhiệm, vô văn hóa. Rapper cho biết thêm, tên của ca khúc mới cũng do người bạn đã nghĩ ra những giai điệu đầu tiên đặt, anh còn cho rằng, nếu chỉ đánh giá một ca khúc qua cái tên mà không hiểu toàn bộ bài hát thì đó là những người phiến diện, ưa phán xét: 
"Chẳng có gì cần phải tranh cãi ở đây hết. Với tôi, "đếch" không phải từ ngữ bậy bạ, nó là một từ mang tính chất đời thường và có chút bất thường. Âm nhạc của tôi trước nay vẫn luôn mộc mạc như vậy. Và nếu như nghe toàn bộ ca khúc, từ lời cho đến giai điệu, mọi người sẽ hiểu được thông điệp mà nó muốn truyền tải, cũng như tên ca khúc. Tên ca khúc chỉ đơn giản là sự lựa chọn phù hợp với nội dung, với cảm xúc mà nó mang lại. Dù ban đầu nghe tên ca khúc có lẽ sẽ dễ tạo ra tranh cãi, nhưng tôi tin rằng đây là cái tên hết sức cảm xúc và nếu như thực sự nghe, thực sự cảm nhận được thông điệp của nó thì mọi người sẽ không cảm thấy cái tên là chuyện gì quá to tát nữa".
Bài hát "Mang tiền về cho mẹ" đã bị một số người phản đối vì cho rằng thông điệp của nó có phần chưa phù hợp vì khiến một số người đang gặp khó khăn trong hoàn cảnh  dịch bệnh COVID-19, thất nghiệp cảm thấy chạnh lòng. Họ cho rằng lời bài hát là áp đặt và thực dụng, thậm chí có người còn cho rằng đây là một "lời kêu gọi biến chất" làm mất đi hình ảnh thiêng liêng của tình mẫu tử, cổ vũ lối sống thực dụng và vô tình đã gây áp lực và những tổn thương vô hình cho các bạn trẻ.  Bản thân Đen Vâu cũng đã lên tiếng giải thích. Anh cho biết, ba mẹ mình là dân lao động, không có đồng hưu, tiền dành dụm. "Nếu tôi không chăm lo cho họ thì ai lo đây? Dù những người mẹ có mong đợi, cần tiền hay không, đó vẫn là điều mà tôi nghĩ mình nên làm và tôi thấy vui vì được làm", rapper lý giải.
Bài hát "Đi Trong Mùa Hè" ra mắt vào tháng 5 năm 2022 bị chỉ trích vì thể hiện tinh thần phi thể thao và thói gia trưởng, bình thường hóa bạo lực gia đình và xem thường phụ nữ. Ca từ của ca khúc, cách thể hiện điệp khúc và hình ảnh đoàn xe chạy hình vòng tròn trong MV cũng nhận nhiều ý kiến trái chiều.  Trong một bài viết được hàng trăm người chia sẻ, blogger Hai Tám Chín cho rằng bài hát có thể vô tình khuyến khích hành vi thiếu văn minh của một bộ phận người hâm mộ nhân danh tình yêu bóng đá. Nhà thơ Nguyễn Phong Việt nói khi đặt trong bối cảnh âm nhạc cổ vũ bóng đá, những đoạn ca từ này lại không phù hợp, thậm chí phi thể thao. Ngoài ca từ, bài hát của Đen Vâu nhận nhiều lời chê ở phần hát điệp khúc chưa rõ lời. Cảnh đoàn xe máy chạy thành hình vòng tròn trong MV cũng bị cho giống màn trình diễn của The Weeknd tại Billboard Music Awards 2021.
Sáng 12 tháng 5 năm 2022, rapper khẳng định không làm nhạc để cổ xúy tiêu cực, cũng như luôn trân trọng, biết ơn tất cả ý kiến đóng góp của mọi người, và ghi nhận tất cả ý kiến này để hoàn thiện hơn các tác phẩm sau: "Khi sáng tác, tôi chỉnh sửa câu từ rất nhiều để người nghe tập trung vào tình yêu bóng đá, chia sẻ niềm vui chiến thắng với nhau, chứ không nhằm mục đích cổ xúy cho điều tiêu cực nào. Việc lời bài hát khi ngắt riêng từng đoạn, từng câu ra làm cho mọi người có thể hiểu khác đi ý nghĩa, thông điệp mà mình muốn truyền tải và lan tỏa là một điều đáng tiếc."

## Danh sách đĩa nhạc

### Album trực tiếp
| Tựa đề          | Chi tiết                                                                                         |
| --------------- | ------------------------------------------------------------------------------------------------ |
| Dongvui harmony | - Phát hành: 9 tháng 11 năm 2022 - Hãng đĩa: Tự phát hành - Định dạng: Tải nhạc, phát trực tuyến |

### Đĩa mở rộng
| Tựa đề   | Chi tiết                                                                                         |
| -------- | ------------------------------------------------------------------------------------------------ |
| Kobukovu | - Phát hành: 11 tháng 8 năm 2016 - Hãng đĩa: Tự phát hành - Định dạng: Tải nhạc, phát trực tuyến |

### Đĩa đơn
Hát chính
| Năm  | Tựa đề                                                          | Vị trí xếp hạng cao nhất | Vị trí xếp hạng cao nhất |
| Năm  | Tựa đề                                                          | VN                       | VN Top Vie.              |
| ---- | --------------------------------------------------------------- | ------------------------ | ------------------------ |
| 2014 | "Ngày lang thang" (Solo Version)                                | —                        | —                        |
| 2015 | "Đưa nhau đi trốn" (Chill Version) (hợp tác với Linh Cáo)       | —                        | —                        |
| 2016 | "Dưới hiên nhà" (với Emcee L và JGKiD)                          | —                        | —                        |
| 2017 | "Đi theo bóng mặt trời" (hợp tác với Giang Nguyễn)              | —                        | —                        |
| 2017 | "Ta cứ đi cùng nhau" (hợp tác với Linh Cáo)                     | —                        | —                        |
| 2018 | "Lộn xộn 2"                                                     | —                        | —                        |
| 2018 | "Đừng gọi anh là idol" (hợp tác với Lynk Lee)                   | —                        | —                        |
| 2018 | "Đố em biết anh đang nghĩ gì" (với JustaTee, hợp tác với Biên)  | —                        | —                        |
| 2018 | "Anh đếch cần gì nhiều ngoài em" (hợp tác với Thành Đồng và Vũ) | —                        | 79                       |
| 2019 | "Mười năm (Lộn xộn 3)" (với Ngọc Linh)                          | —                        | 66                       |
| 2019 | "Hai triệu năm" (hợp tác với Biên)                              | —                        | —                        |
| 2019 | "Rapcoustic 5" (hợp tác với Kimmese và Lynk Lee)                | —                        | —                        |
| 2019 | "Cảm ơn" (hợp tác với Biên)                                     | —                        | —                        |
| 2019 | "Lối nhỏ" (hợp tác với Phương Anh Đào)                          | 12                       | 9                        |
| 2020 | "Trời hôm nay nhiều mây cực!"                                   | —                        | 98                       |
| 2020 | "Một triệu like" (hợp tác với Thành Đồng)                       | 39                       | 25                       |
| 2021 | "Cho mình em" (với Binz)                                        | —                        | 92                       |
| 2021 | "Trốn tìm" (hợp tác với MTV Band)                               | 16                       | 11                       |
| 2021 | "Mang tiền về cho mẹ" (hợp tác với Nguyên Thảo)                 | 1                        | 1                        |
| 2022 | "Gieo quẻ" (với Hoàng Thùy Linh)                                | —                        | —                        |
| 2022 | "Đi trong mùa hè" (với Trần Tiến)                               | —                        | —                        |
| 2022 | Diễn viên tồi (với Thành Bùi, Cadillac)                         | —                        | —                        |
| 2022 | "Ai muốn nghe không"                                            | —                        | —                        |
| 2023 | "Luôn yêu đời (với Cheng)                                       | —                        | —                        |
| 2023 | Nấu ăn cho em (với PiaLinh)                                     | —                        | —                        |
| 2024 | Nhạc của rừng (với Hiền VK)                                     | —                        | —                        |
| 2024 | FRIENDSHIP (với Friends)                                        | —                        | —                        |
| 2024 | Triệu điều nhỏ xíu xiêu lòng (với Kim Long)                     | —                        | —                        |
| 2025 | Vị nhà                                                          | —                        | —                        |
|      | "—" Đĩa đơn không xếp hạng.                                     |                          |                          |

Hợp tác
| Năm  | Tựa đề                                                | Vị trí xếp hạng cao nhất | Vị trí xếp hạng cao nhất |
| Năm  | Tựa đề                                                | VN                       | VN Top Vie.              |
| ---- | ----------------------------------------------------- | ------------------------ | ------------------------ |
| 2016 | "MĐGCG" (Andree Right Hand hợp tác với Đen)           | —                        | —                        |
| 2017 | "Cho tôi lang thang" (Ngọt hợp tác với Đen)           | —                        | —                        |
| 2017 | "Loving You Sunny" (Kimmese hợp tác với Đen)          | —                        | —                        |
| 2018 | "Trạm dừng chân" (Kimmese hợp tác với Đen)            | —                        | —                        |
| 2019 | "Vì yêu cứ đâm đầu" (Min hợp tác với Đen và JustaTee) | —                        | —                        |
| 2023 | "Miền đất hứa" (với Hoàng Thùy Linh)                  | —                        | —                        |
| 2023 | "Cô gái đứng trước giường" (với LK)                   | —                        | —                        |
|      | "—" Đĩa đơn không xếp hạng.                           |                          |                          |

Quảng bá
| Năm  | Tựa đề                                                            | Vị trí xếp hạng cao nhất | Vị trí xếp hạng cao nhất |
| Năm  | Tựa đề                                                            | VN                       | VN Top Vie.              |
| ---- | ----------------------------------------------------------------- | ------------------------ | ------------------------ |
| 2018 | "Ngày khác lạ" (hợp tác với Giang Phạm và Triple D)               | —                        | —                        |
| 2019 | "Nếu mình gần nhau" (với Chi Pu, hợp tác với Lynk Lee)            | —                        | —                        |
| 2019 | "Bài này chill phết" (hợp tác với Min)                            | 26                       | 18                       |
| 2020 | "Làm gì phải hốt" (với JustaTee và Hoàng Thùy Linh)               | 31                       | 17                       |
| 2020 | "Đi về nhà" (với JustaTee)                                        | 2                        | 2                        |
| 2022 | "Hãy toả sáng" (với Tùng Dương, Hồ Ngọc Hà, Văn Mai Hương, Issac) | —                        | —                        |
|      | "—" Đĩa đơn không xếp hạng.                                       |                          |                          |

## Liveshow
- 2019: Show của Đen tại Thành phố Hồ Chí Minh.[90]
- 2023: Show của Đen tại Hà Nội.[91]

## Danh sách phim & chương trình truyền hình

### Phim
- 2021: Show của Đen (Netflix)[92]

### Chương trình truyền hình
| Năm  | Chương trình                   | Kênh | Vai trò   | Ghi chú                                                           |
| ---- | ------------------------------ | ---- | --------- | ----------------------------------------------------------------- |
| 2022 | Cuộc hẹn cuối tuần mùa 2 số 11 | VTV3 | Khách mời | Nhận giải "Chương trình Giải trí ấn tượng" tại Ấn tượng VTV 2022. |

## Giải thưởng và đề cử
| Năm  | Giải thưởng            | Hạng mục                                          | Đề cử                                                                                          | Kết quả   |
| ---- | ---------------------- | ------------------------------------------------- | ---------------------------------------------------------------------------------------------- | --------- |
| 2011 | Bài hát Việt           | Bài hát ấn tượng của tháng 8                      | "Cây bàng"                                                                                     | Đoạt giải |
| 2011 | Bài hát Việt           | Bài hát được yêu thích nhất do khán giả bình chọn | "Cây bàng"                                                                                     | Đoạt giải |
| 2015 | Zing Music Awards      | Ca khúc rap/hiphop được yêu thích nhất            | "Đưa nhau đi trốn"                                                                             | Đoạt giải |
| 2017 | Ấn tượng VTV           | Ca sĩ ấn tượng                                    | Đen Vâu                                                                                        | Đề cử     |
| 2018 | METUB WebTVAsia Awards | Best Hip-hop & Rap Music Video of The Year        | Hai triệu năm - Đen Vâu                                                                        | Đoạt giải |
| 2018 | METUB WebTVAsia Awards | Branded Video of the Year                         | Bài này chill phết - Đen x Min                                                                 | Đoạt giải |
| 2018 | Keeng Young Awards     | Ca khúc Rap/Hiphop/R&B                            | "Anh đếch cần gì nhiều ngoài em"                                                               | Đoạt giải |
| 2018 | We Choice Awards       | Ca sĩ có hoạt động đột phá                        | Đen Vâu                                                                                        | Đoạt giải |
| 2018 | We Choice Awards       | Sản phẩm Underground được yêu thích               | "Anh đếch cần gì nhiều ngoài em"                                                               | Đoạt giải |
| 2019 | Ấn tượng VTV           | Ca sĩ ấn tượng                                    | Đen Vâu                                                                                        | Đề cử     |
| 2019 | We Choice Awards       | Ca sĩ truyền cảm hứng                             | Đen Vâu                                                                                        | Đoạt giải |
| 2019 | ELLE Style Awards      | Hình ảnh đột phá của năm                          | Đen Vâu                                                                                        | Đoạt giải |
| 2019 | Giải Mai Vàng          | Nam ca sĩ nhạc nhẹ                                | "Hai triệu năm" – Đen Vâu                                                                      | Đề cử     |
| 2021 | Ấn tượng VTV           | Nghệ sĩ ấn tượng                                  | Đen Vâu                                                                                        | Đề cử     |
| 2021 | Giải thưởng Cống hiến  | MV của năm                                        | Đi về nhà (Đen ft JustaTee)                                                                    | Đoạt giải |
| 2021 | Làn sóng Xanh          | Ca khúc của năm                                   | Trốn tìm (Đen ft MTV Band)                                                                     | Đoạt giải |
| 2021 | Làn sóng Xanh          | MV của năm                                        | Trốn tìm (Đen ft MTV Band)                                                                     | Đoạt giải |
| 2021 | Làn sóng Xanh          | Nam ca sỹ của năm                                 | Đen Vâu                                                                                        | Đoạt giải |
| 2021 | Làn sóng Xanh          | Sự kết hợp xuất sắc                               | Đen - MTV Band (với ca khúc Trốn tìm)                                                          | Đề cử     |
| 2021 | Làn sóng Xanh          | Sự kết hợp xuất sắc                               | Đen- JustaTee- Hứa Kim Tuyền - Xuân Ty (với ca khúc Đi về nhà)                                 | Đoạt giải |
| 2021 | Làn sóng Xanh          | Ca khúc được yêu thích trên radio                 | Đen- JustaTee- Hứa Kim Tuyền - Xuân Ty (với ca khúc Đi về nhà)                                 | Đoạt giải |
| 2021 | Làn sóng Xanh          | Bài hát hiện tượng                                | Trốn tìm                                                                                       | Đề cử     |
| 2021 | Làn sóng Xanh          | Top 10 ca khúc được yêu thích                     | - Đen- Justa Tee- Hứa Kim Tuyền - Xuân Ty (với ca khúc Đi về nhà) - Trốn tìm (Đen ft MTV Band) | Đoạt giải |
| 2022 | Giải Mai Vàng          | Video ca nhạc                                     | Diễn viên tồi                                                                                  | Đề cử     |
| 2023 | Giải Mai Vàng          | Nghệ sĩ vì cộng đồng                              | Đen Vâu                                                                                        | Đoạt giải |
| 2023 | Giải Mai Vàng          | Nam ca sĩ và rapper                               | Đen Vâu (Nấu ăn cho em)                                                                        | Đoạt giải |
| 2023 | Giải Mai Vàng          | MV ca nhạc                                        | Nấu ăn cho em (sáng tác: Đen Vâu, đạo diễn: Phương Vũ, rapper: Đen Vâu)                        | Đề cử     |
| 2023 | Làn Sóng Xanh          | Nam ca sỹ của năm                                 | Đen Vâu                                                                                        | Đề cử     |
| 2023 | Làn Sóng Xanh          | Ca khúc của năm                                   | Nấu ăn cho em - Đen ft. PiaLinh                                                                | Đề cử     |
| 2023 | Làn Sóng Xanh          | Top 10 ca khúc được yêu thích                     | Nấu ăn cho em - Đen ft. PiaLinh                                                                | Đoạt giải |
| 2023 | We Choice Awards       | Top 10 nhân vật truyền cảm hứng                   | Đen Vâu                                                                                        | Đoạt giải |
| 2023 | We Choice Awards       | Liveshow/ Concert của năm                         | Show của Đen                                                                                   | Đề cử     |
| 2023 | We Choice Awards       | Ca khúc của năm                                   | Nấu ăn cho em - Đen ft. PiaLinh, Đạo diễn: Phương Vũ                                           | Đề cử     |
| 2024 | Giải thưởng Cống hiến  | MV của năm                                        | Nấu ăn cho em - Đen ft. PiaLinh, Đạo diễn: Phương Vũ                                           | Đoạt giải |
| 2024 | Giải thưởng Cống hiến  | Nam ca sĩ của năm                                 | Đen Vâu                                                                                        | Đoạt giải |
| 2025 | Giải thưởng Cống hiến  | MV của năm                                        | Nhạc của rừng - Đen, Hiền VK                                                                   | Đề cử     |

### Vinh danh
- Đen Vâu là nghệ sĩ đầu tiên liên tiếp được xướng tên 4 lần trên bảng xếp hạng âm nhạc Top Vietnamese Songs của Billboard Việt Nam 2022 với lần lượt Lối nhỏ (#9), Gieo quẻ (#3), Đi về nhà (#2), Mang tiền về cho mẹ (#1).[104]
- Nhận giải thưởng Tình nguyện quốc gia 2023 do Trung ương Đoàn Thanh niên Cộng sản Hồ Chí Minh (TNCSHCM) trao tặng.[67]
- Nhận giải thưởng Nghệ sĩ vì cộng đồng của năm 2023 với bài hát Nấu ăn cho em tại Lễ vinh danh gương mặt nghệ sĩ tiêu biểu của Bộ Văn hóa, Thể thao và Du lịch.[69]
- Lọt vào danh sách 10 gương mặt trẻ Việt Nam tiêu biểu năm 2023 do Trung ương Đoàn TNCSHCM công bố.[71]